# Хур, Кирстен
Ки́рстен Хур (дат. Kirsten Hur) — датская кёрлингистка.
В составе женской сборной Дании участник двух чемпионатов мира (лучший результат — пятое место в 1984) и чемпионата Европы 1982 (заняли шестое место). Чемпионка Дании среди женщин.
Играла на позиции первого.

## Достижения
- Чемпионат Дании по кёрлингу среди женщин: золото (1983).

## Команды
| Сезон   | Четвёртый    | Третий      | Второй                         | Первый      | Турниры                                          |
| ------- | ------------ | ----------- | ------------------------------ | ----------- | ------------------------------------------------ |
| 1982—83 | Яне Бидструп | Ибен Ларсен | Маи-Брит Рейнхольдт            | Кирстен Хур | ЧЕ 1982 (6 место) · ЧДЖ 1983 · ЧМ 1983 (7 место) |
| 1983—84 | Яне Бидструп | Ибен Ларсен | Маи-Брит Рейнхольдт-Кристенсен | Кирстен Хур | ЧМ 1984 (5 место)                                |

(скипы выделены полужирным шрифтом)